# 鳥浜町本線料金所
鳥浜町本線料金所（とりはまちょうほんせんりょうきんじょ）は、神奈川県横浜市金沢区にある、首都高速道路湾岸線の東行き（有明方面）に設置されている本線料金所である。

## 道路
- 首都高速湾岸線

## 料金所
- ブース数：6
  - ETC / 一般：2
  - ETC専用：1
  - 閉鎖中：3

幸浦入口および横浜横須賀道路金沢支線から本牧JCT方面へ向かう車両に対し、料金を徴収する。料金については、首都高速道路の項を参照。

## 隣
首都高速湾岸線
(B01) 幸浦出入口 - 鳥浜町TB - (B02,B03) 杉田出入口